# Saint-Bertrand-de-Comminges
Saint-Bertrand-de-Comminges é uma comuna da França, nos Pirenéus franceses, localizada no departamento da Alta Garona, região da Occitânia.
Pertence à rede das As mais belas aldeias de França.

## Geografia
A comuna está situada aos pés dos Pirenéus, no Cominges a 18 kms a sudoeste de Saint-Gaudens, e faz parte da associação Les Plus Beaux Villages de France ("As mais belas aldeias de França").